# Liste der Monuments historiques in Brandeville
Die Liste der Monuments historiques in Brandeville führt die Monuments historiques in der französischen Gemeinde Brandeville auf.

## Liste der Objekte
| Bezeichnung                                       | Beschreibung                                                              | Standort                       | Kennzeichnung | Schutzstatus | Datum | Bild |
| ------------------------------------------------- | ------------------------------------------------------------------------- | ------------------------------ | ------------- | ------------ | ----- | ---- |
| Kelch und Patene                                  | Silber, vergoldet, Mitte des 19. Jahrhunderts                             | in der Kirche St-Martin (Lage) | PM55002622    | Inscrit      | 2007  |      |
| Bursa                                             | Seide, bestickt, erste Hälfte des 19. Jahrhunderts                        | in der Kirche St-Martin (Lage) | PM55001635    | Inscrit      | 1993  |      |
| Gemälde Der heilige Martin heilt einen Besessenen | Ölfarbe auf Leinwand, 17. oder 18. Jahrhundert; Kopie nach Jacob Jordaens | in der Kirche St-Martin (Lage) | PM55000132    | Classé       | 1960  |      |